# Balkrishan Singh
Balkrishen Singh Grewal (ur. 10 marca 1933 w Patiali, zm. 31 grudnia 2004 tamże) – indyjski hokeista na trawie. Złoty medalista olimpijski z Melbourne.
Był sikhem. Występował w obronie. W reprezentacji debiutował w 1954. Był srebrnym medalistą igrzysk azjatyckich w 1958. W 1956 w turnieju wystąpił w dwóch spotkaniach. Cztery lata później ponownie znajdował się w kadrze na igrzyska, jednak nie wziął udziału w żadnym meczu. Dwukrotnie, w 1963 i 1964, zostawał mistrzem Indii. Po zakończeniu kariery sportowej został trenerem. Pracował w Australii, a następnie – kilkukrotnie – z reprezentacją Indii. Znajdował się m.in. w sztabie szkoleniowym podczas igrzysk w 1968  (brązowy medal), 1980 (złoty medal), 1984 i 1992. Prowadził również kobiecą reprezentację kraju.
W roku 2000 został laureatem nagrody Arjuna Award.
Jego ojciec Dalip Singh był dwukrotnym olimpijczykiem. W 1924 i 1928 reprezentował Indie w skoku w dal.